# Wanted
Wanted är en amerikansk långfilm från 2008, baserad på en serietidning skapad av Mark Millar och J.G. Jones. Filmen regisserades av Timur Bekmambetov. I huvudrollen ser vi James McAvoy som Wesley Gibson, en 25-årig man som vill hämnas för sin far och möter Fox, en vacker kvinna som värvar honom till en hemlig förening kallad "The Fraternity". Morgan Freeman har rollen som Sloan, lönnmördarpartnern till hans far och Angelina Jolie spelar rollen som Fox.
Filmen hade premiär den 12 juni 2008 i Storbritannien och världspremiär 26-27 juni 2008. Wanted hade premiär i Sverige den 12 september 2008 och släpptes på DVD den 7 januari 2009 i Sverige.

## Handling
Wesley Gibson (James McAvoy) är en 25-årig man som jobbar på ett kontor tills han möter en kvinna, Fox (Angelina Jolie), och allt förändras. Wesley får reda på att hans far har mördats och Fox bestämmer sig för att få in honom i det hemliga sällskapet "The Fraternity", så att han kan hämna sin fars död. Han får även möta Sloan (Morgan Freeman), som var Wesleys fars partner.

## Skådespelare
| James McAvoy         | – Wesley Gibson    |
| Morgan Freeman       | – Sloan            |
| Angelina Jolie       | – Fox              |
| Terence Stamp        | – Pekwarsky        |
| Thomas Kretschmann   | – Cross            |
| Common               | – Gunsmith         |
| Kristen Hager        | – Cathy            |
| Marc Warren          | – The Repairman    |
| David O'Hara         | – Mr. X            |
| Konstantin Khabensky | – The Exterminator |
| Dato Bakhtadze       | – The Butcher      |

## Uppföljare
Enligt den amerikanska siten imdb så är en uppföljare, Wanted 2 och en tredje film, Wanted 3 utannonserade.

## Spel
Den 17 mars 2009 släppte den svenska spelstudion Grin ett spel kallat Wanted: Weapons of Fate, spelet utspelar sig efter filmen och man spelar både som Wes och hans pappa.